# Ibusuki
Ibusuki (指宿市, Ibusuki-shi) é uma cidade na prefeitura de Kagoshima, na ilha de Kyushu, Japão.
Em 2003 a cidade tinha uma população estimada em 30 063 habitantes e uma densidade populacional de 384,19 h/km². Tem uma área total de 78,25 km².
Recebeu o estatuto de cidade a 1 de Abril de 1954.

## Cidades-irmãs
- Chitose, Japão
- Rockhampton, Austrália